# Barão de Andaraí
Barão de Andaraí é um título nobiliárquico criado por D. Pedro II do Brasil por carta de 10 de julho de 1872, a favor de Militão Máximo de Sousa.
Titulares
1. Militão Máximo de Sousa (1806—1855) — 1.º e único visconde com grandeza de Andaraí;
2. Militão Máximo de Sousa Júnior (1831—1921) — filho do anterior.